# Ferdinand Milučký

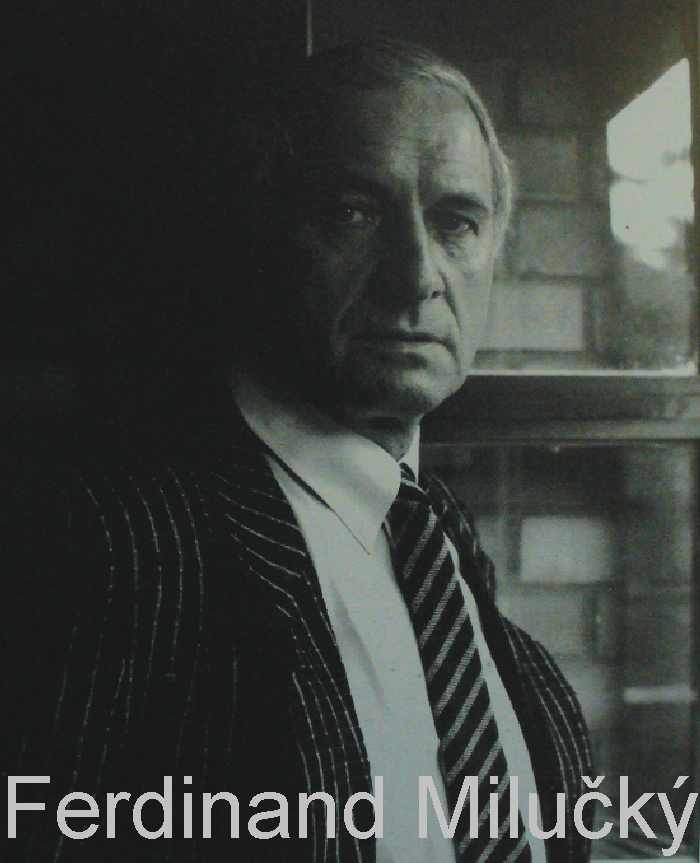
Ferdinand Milucky

Ferdinand Milučký (* 26. September 1929 in Rajec, Tschechoslowakei; † 26. Juli 2019 in Bratislava, Slowakei) war ein slowakischer Architekt, Projektant und Urbanist. Er gehörte zu den Vertretern der Nachkriegsmoderne und des Brutalismus in der Slowakei.

## Leben
Ferdinand Milučký wurde in der Kleinstadt Rajec, Nordwestslowakei geboren. Sein Vater war Blechschmied.
Nach seinem Abschluss am Gymnasium in Žilina in den Jahren 1941–1949 schrieb er sich an der Slowakischen Technischen Universität (STU) in Bratislava ein.
In den Jahren 1949–1953 studierte er an der Fakultät für Architektur STU. Nach dem Abschluss wurde Milučký Assistenzprofessor am SVŠT (heute STU). Sein Professor war Jan E. Koula. Als sein Assistent beteiligte sich Milučký an Forschungen von Volksarchitektur. Ab 1958 arbeitete er als Manager und Chefdesigner in den Studios  von Stavoprojekt Bratislava. Von 1970 bis 1971 war er Leiter des Stavoprojekt Studios in Bratislava. In den 1970er Jahren war er als Hauptdesigner in der Projektorganisation für soziale Gebäude in Bratislava tätig. Milučký war seit 1992 autorisierter Architekt in der slowakischen Architektenkammer.

## Schaffen
Sein Vorbild war Ludwig Mies van der Rohe. In seinem Werk war  Emil Belluš nahe, mit dem er, wie sein Assistent, an den Wettbewerbsprojekten des Kriegerdenkmales und Friedhofes in Slavin und der tschechoslowakischen Botschaft in Peking teilnahm. Zu Beginn arbeitete er mit dem Architekten Vojtech Vilhan zusammen. Es gelang ihm, den Sozialistischen Realismus erfolgreich zu vermeiden. Während dieser Zeit  arbeitete er am Pavillon für die Expo 67 in Montreal und am Interieur des Bratislavaer Restaurants „Slovenska koliba“.
In den 1960er Jahren bekam er seinen ersten großen Auftrag – das erste Krematorium der Slowakei in Bratislava. Er begann 1962 mit der Arbeit an diesem Projekt. Der Bau wurde in den Jahren 1967–1968 durchgeführt. Die kontrastierende Struktur des Gebäudes in Bezug auf den umgebenden Raum wird geschätzt und das Krematorium gilt als eines der besten slowakischen Gebäude des 20. Jahrhunderts. Im Jahr 1958 gewann Milučký zusammen mit Štefan Ďurkovič und Karol Ružek den ersten Preis im Wettbewerb um ein neues Kunsthaus in Piešťany. Aufgrund verschiedener Probleme kehrten sie erst 1968 zum Projekt zurück und der Bau des Milučky-Projekts begann erst 1974. Das Piešťany-Kunsthaus wurde 1979 eröffnet und Milučkys Arbeit gilt als einer der besten Fälle brutalistischen Baustils. Es war das erste Mehrspartentheater, das nach dem Zweiten Weltkrieg außerhalb Bratislavas gebaut wurde. 1980 erhielt er die Auszeichnung des Bauministers der Tschechoslowakischen Sozialistischen Republik für sein Projekt des Hauses der Kunst.
In den achtziger Jahren arbeitete Milučký in der Umgebung der Bratislavaer Denkmalzone – dem historischen Kern und Burgberg (Hradný vrch). Die überwiegende Mehrheit seiner Vorschläge blieb jedoch unrealisiert. In Zusammenarbeit mit den Architekten Peter Bouda, Ivan Masár und dem akademischen Bildhauer Askold Žáčko entwarf er in der zweiten Phase der Restaurierung des Schlossgeländes von Bratislava die Ausstellung Juwelen der antiken Vergangenheit der Slowakei. 1985 baute er sein eigenes Haus in Bratislava in einem charakteristischen Stil.
Er war als Autor an den Gebäuden der tschechoslowakischen, heute slowakischen Botschaften in Moskau und
1993 realisierte er eine Ausstellung seiner lebenslangen Arbeit im 
Slowakischen Nationalmuseum. 1999 verlieh ihm die Universität Wien in Österreich den Herder-Preis für Architektur im europäischen Kontext. 2015 kritisierte er den Bau von Garagen unter keltischen Ausgrabungen und den heutigen Barockgarten auf der Burg Bratislava, als er die Garagen als "höchste Grausamkeit" bezeichnete.

## Werke
- 1967 Krematorium und Urnenhain Bratislava, Bratislava
- 1968 Wohnsiedlung Trávniky, Bratislava (Abgerissenes Zentrum)
- 1970 Sozial- und Wohnhaus der Botschaft der Tschechisch-Slowakischen Republik (heute Botschaft der Slowakei), Moskau
- 1971 Botschaft der Tschechisch-Slowakischen Republik (heute Botschaft der Slowakei) in Rom
- 1975 PKO-Ausstellungspavillons, Bratislava (Abgerissen 2015)
- 1978 Andrej-Hlinka-Park, Ružinov, Bratislava
- 1980 Kunsthaus Piešťany, Piešťany
- 1985 Eigenes Haus, Bratislava
- 1986 Burg und Burgareal-Rekonstruktion, Bratislava
- 1988 Hlavné námestie (Hauptplatz), Bratislava
- 1988 Františkánske námestie (Franziskanerplatz), Bratislava
- 1989 Burghof, Bratislava

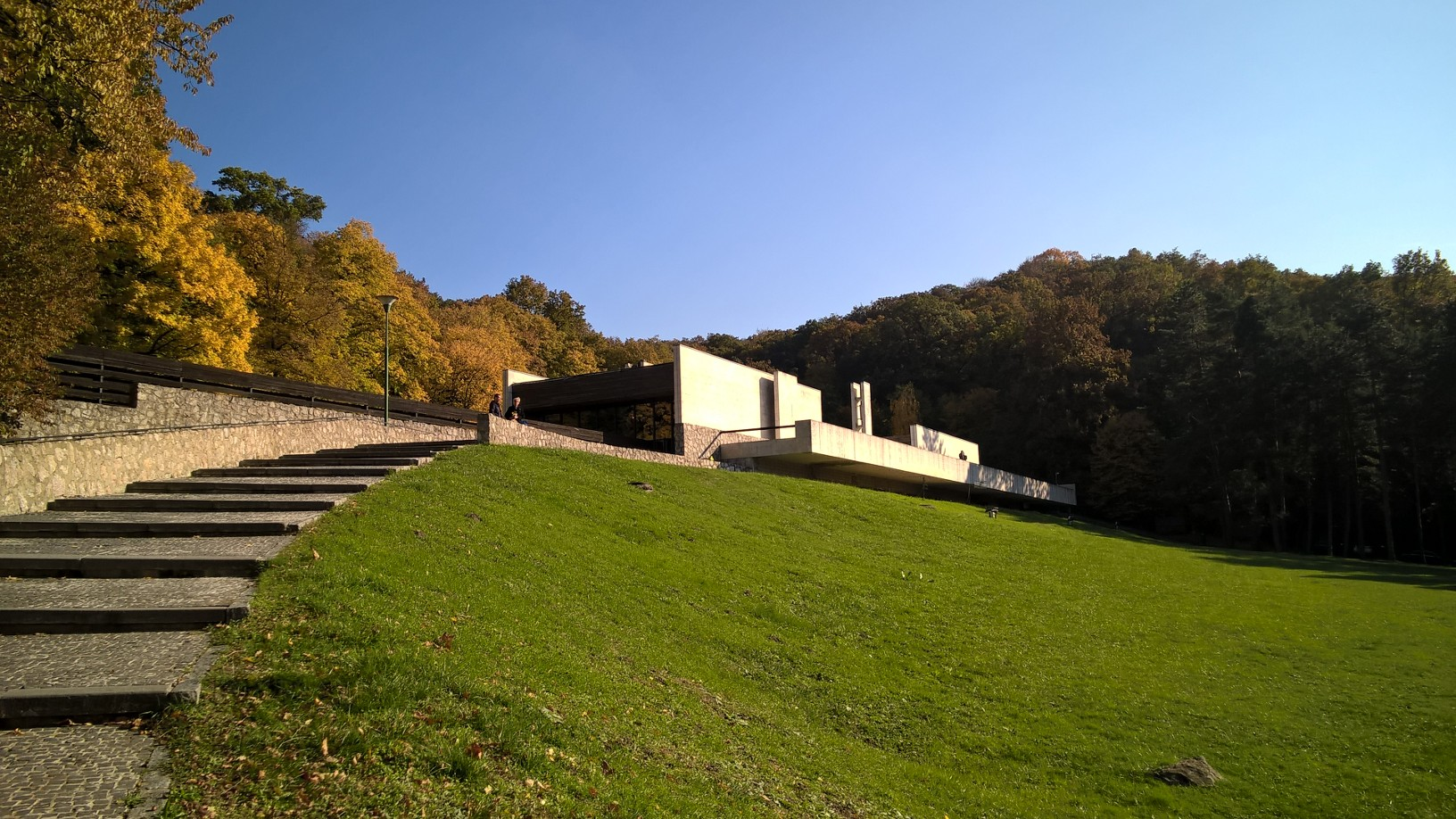
Bratislava – Krematorium und Urnenhain
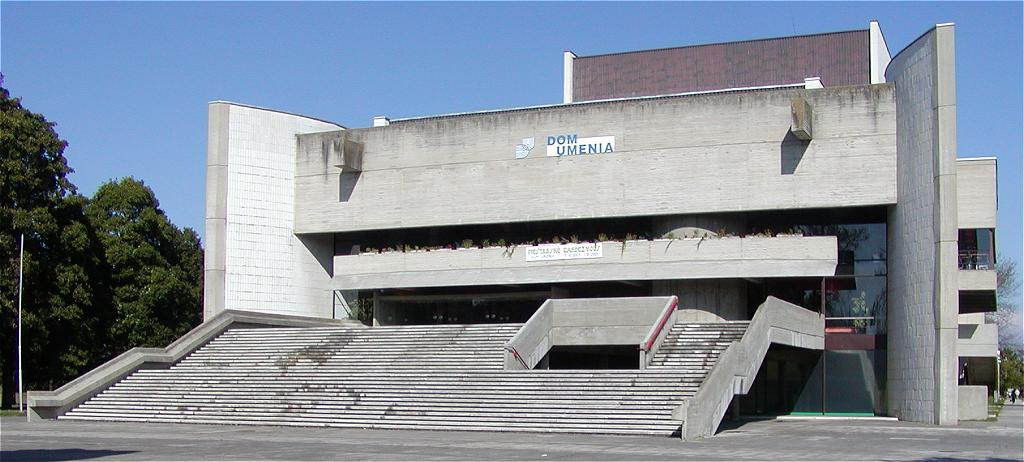
Piešťany – Kunsthaus
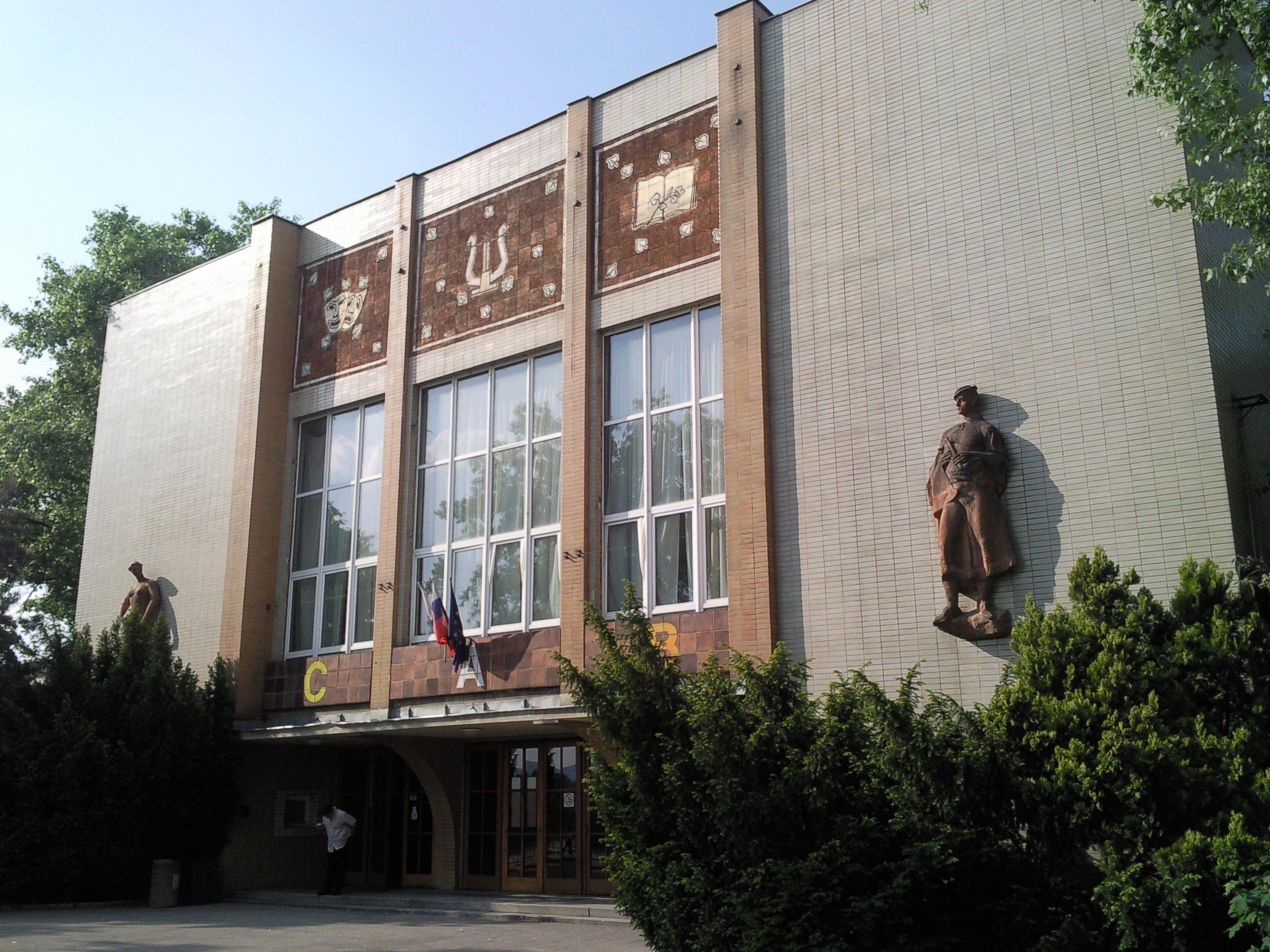
Bratislava – PKO-Ausstellungspavillons
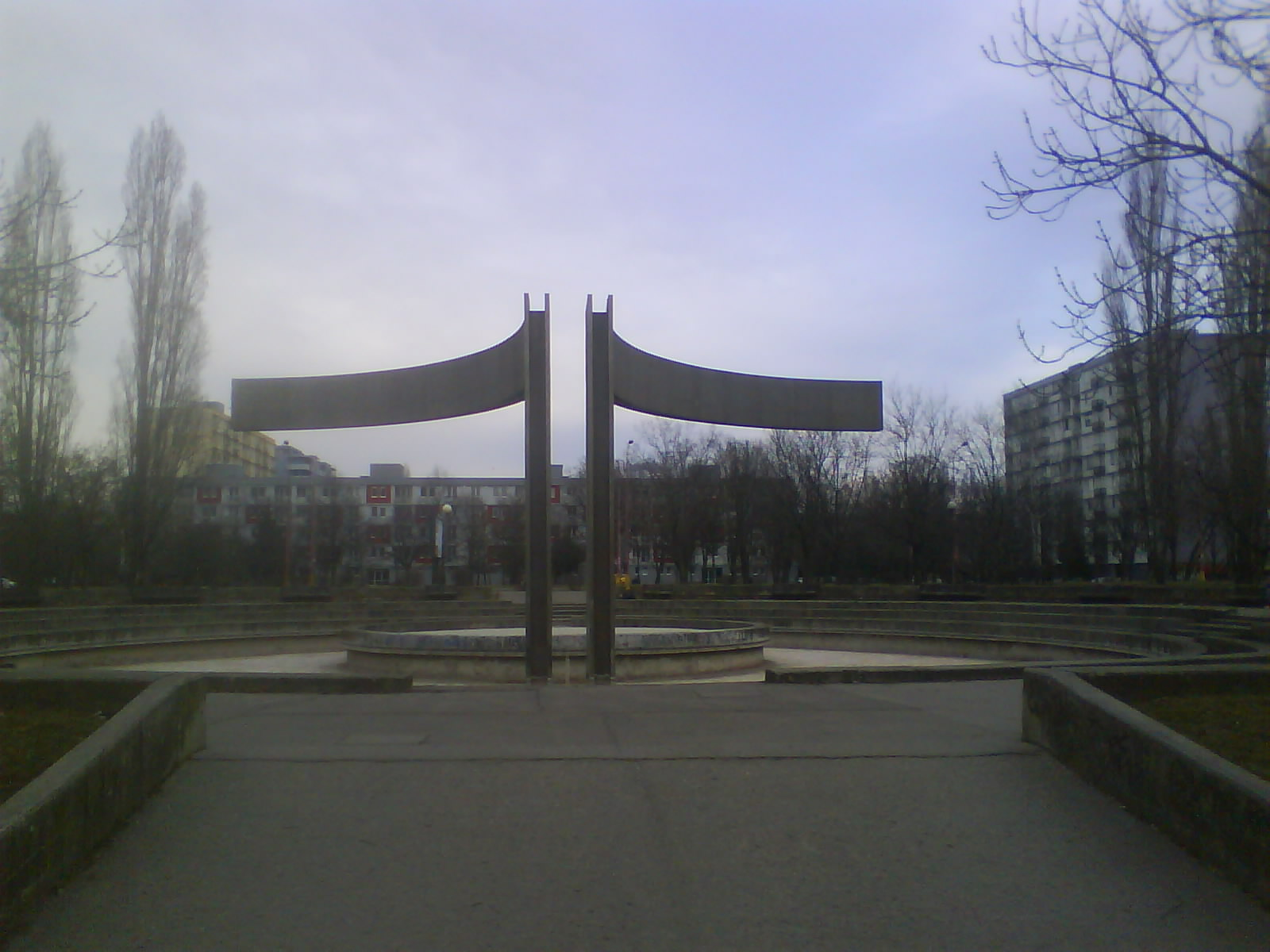
Bratislava – Andrej-Hlinka-Park
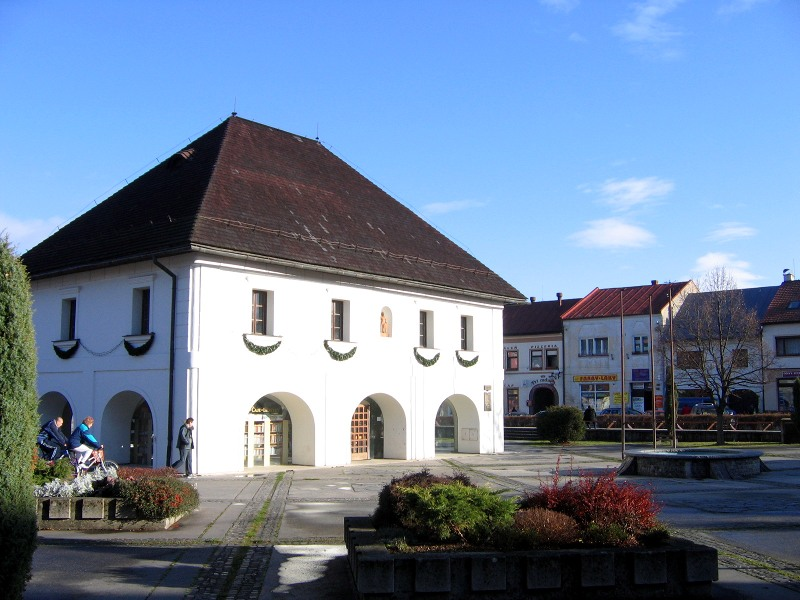
Rajec – Rekonstruktion von Renaissance-Rathaus